# چکچک دم‌سرخ
چکچک دم‌سرخ (نام علمی: Oenanthe chrysopygia) یا چکچک ایرانی یا چکچک افغانی نام یک گونه از سرده چکچک است.